# 일렉 기타
일렉트릭 기타(電氣 guitar, electric guitar), 또는 전기 기타는 현의 진동을 픽업에서 전기 신호로 바꾸어 앰프(amplifier) 소리를 내는 기타이다. 한편 전자 기타라고 표현하는 경우도 종종 보이는데, 이는 틀린 용어다.

## 특징
앰프를 연결하지 않아도 소리가 나기는 하지만, 울림통이 있는 다른 기타에 비해 음량이 매우 작다. 가변저항의 일종인 볼륨 노브(volume knob)로 음량을 조절할 수 있으며, 이펙터(effector)를 이용하여 다양한 소리를 만들어 낼 수 있다. 주로 피크를 이용하여 연주하며 간혹 손가락이나 다른 도구로 연주하기도 한다. 전기 신호를 이용하기 때문에 다른 기타와 구별되는 독특한 주법이나 연주 형태가 많다.

## 역사
Rickenbacker(리켄배커) 기타의 탄생이 일렉트릭 기타의 최초라고 정의한다. 일렉트릭 기타의 최초를 규정 할 수 있는 것은 바로 픽업의 사용이다. 1931년 Adolph Rickenbaker (아돌프 리켄배커 1886~1976)와 George D. Beauchamp (조지 뷰캠프)가 'Rickenbacker Internatinal Corporation'이라는 회사를 설립한다. 회사설립과 함께 세계 최초의 일렉트릭 기타 'Frying Pan'(우측사진)이 등장하면서 일렉트릭 기타 악기의 신역사를 열게 된다. 이후, Fender에서 싱글코일 픽업을 개발하면서 1950년에 Telecaster를 발매한다. 이 기타를 전기기타의 대중화 시대를 열은 처음 기타로 보고 있는데, 1950년에 발매되어 현재까지 생산되고 있으며, 최초로 대량 생산된 제품이라 이전에 겨우 수십대, 수백대 생산된 제품들과는 차원이 다르다. 일렉기타의 대중화에 성공한 첫 모델이라고 할 수 있다. Gibson은 당시 Epiphone에 의뢰하여 일렉트릭 기타를 개발하고 있던 유명 기타리스트 Les Paul 씨의 디자인을 라이센싱하여 Les Paul 기타를 1952년에 발매한다. 이 기타는 Gibson에서 개발한 P90 픽업을 사용했다. Fender는 다시 1954년에 Stratocaster를 발매하면서 일약 세계 일렉트릭 기타 음악의 시대를 열게 된다.

## 픽업
픽업(pickup)은 현의 진동을 전기적 신호로 변환 발생시킨다. 일반적으로 일렉트릭 기타에는 1~3개의 픽업이 장착되어 있다. 픽업의 종류로는 싱글코일과 그 개량형인 험버커가 대표적이다. 험버커는 싱글코일과 달리 전기적 잡음이 적고 변환출력이 더 고른 것이 그 특징이다. Positive와 negative 코일을 2개 사용하여 잡음을 상쇄시키는 구조이다.

## 소리 발생의 원리
일렉트릭 기타에서 소리가 나는 방식은 픽업의 원리를 이해하면 알 수 있다.픽업은 현의 진동을 전류의 흐름으로 바꿔서 이 신호를 앰프에 전달해 주는 역할을 한다. 진동을 전류로 바꾼다는 점에서 마이크와 비슷하지만 중요한 차이점이 있다.마이크는 공기의 진동을 감지하지만 픽업은 현의 진동만을 감지해낸다는 것이다. 픽업의 원리는 간단하다 "전선(코일) 주위의 자기장이 변화하면 전선에 전류가 흐른다."라는 자연현상을 이용한 것이다. 자기장을 변화시키는 간단한 방법은 자석을 운동시키거나 코일을 운동시키는 것이다. 마이크의 원리는 얇은 판에 코일을 고정시키고 이 판의 공기의 진동에 의해 떨리면 코일도 같이 진동하면서 코일에 전류가 발생하는 것이다
. 그러나 픽업의 경우에는 조금 다른데 옆의 그림처럼 자석도 코일도 모두 고정되어 있다. 그 해답은 바로 기타줄에 있다.줄은 강철이나 니켈성분으로 되어있는데 이것이 자기장 안에서 진동하면서 픽업의 자기장을 변화시킨다. 그 결과 코일에 전류가 흐르게 되고 앰프에서는 이 전류의 변화를 증폭시키는 것이다. 기타줄은 반드시 강철, 니켈, 구리 등등의 도체로 되어 있어야만 픽업을 제대로 작동시킨다. 공기의 진동이나 사람의 음성, 쇠가 아닌 나일론 줄의 진동 등은 픽업을 통해서 증폭되지 않는다.

## 구조와 명칭
- 바디(Body): 기타의 몸체를 이루고 있는 부분. 기본적으로 목재로 되어 있고 다양한 종류의 음향목이 쓰인다.
- 넥(Neck): 스트링을 지탱하는 부분이고 실제 연주가 이루어지는 부분이다.
- 헤드(Head): 스트링을 고정하는 헤드머신이 달려 있는 부위로 기타의 종류에 따라 이 부분이 없는 경우도 있다. 일반적으로 디자인적 관점에서 기타의 이미지를 결정짓는 중요한 부분이다.
- 브릿지(Bridge): 헤드머신과 함께 스트링을 지탱하는 중요한 부분으로 다양한 형태의 브리지가 있으며 브리지의 조정은 매우 중요한 기능이다.
- 픽업(Pickup): 스트링의 진동을 포착하여 전기적 신호로 변환, 앰프를 통하여 소리가 나도록 하는 파트이다.
- 픽가드(Pickguard): 픽업과 파츠의 지지대 역할을 하며, 바디를 기스로부터 보호한다.
- 너트(Nut): 스트링을 일정간격으로 유지될 수 있도록 받쳐주고 음이 시작되는 중요한 포인트이다.
- 새들(Saddle): 브리지 위에 세워 줄의 텐션(장력)을 직접 받는 부분이다.
- 프렛(Fret): 넥상에서 음의 간격을 구분해주는 역할을 한다. 이 프렛이 없는 기타도 있다.(바이올린처럼)
- 픽가드(Pickguard): 이 부분은 기타의 종류에 따라 있는 것도 있고 없는 것도 있다. 피킹시 바디가 입을 수 있는 손상을 방지해주고 미적인 효과가 있다.
- 포지션마크(Position Mark): 자판의 음계를 쉽게 파악할 수 있도록 도와주는 표시이다.
- 자판(Finger Board): 기타의 음을 연주하기 위한 플랫이 박혀있는 판. 플랫보드, 핑거보드, 자판 등으로 부른다.
- 픽업 스위치(Pickup Select S/W): 픽업을 선택하는 스위치로 연주시 연주자의 목적에 따라 연주되는 픽업의 위치를 선택한다.
- 볼륨 노브(Volume Knob): 기타의 볼륨을 조절한다. 역시 기타의 종류에 따라 1개짜리, 2개짜리 등등 여러 가지가 있다.
- 톤 노브(Tone Knob): 기타음의 높은음역대(treble)의 양을 조절한다. 줄일수록 뭉툭한 소리가 나고 높일수록 까랑한 소리가 난다.
- 잭(Jack): 픽업에서 전기신호가 나오는 곳. 케이블을 사용하여 앰프와 연결한다.
- 스트랩 핀(Strap Pin): 악기를 서서 연주하기 위한 스트랩을 걸 수 있는 고리이다.
- 줄감개(Machine Head): 줄을 연결하여 감거나 풀면서 음의 높낮이를 조절할 수 있게 해준다.

## 바디(Body)
일반적으로 전기기타의 몸통 부분인 바디(body)는 나무로 만들어지며, 속이 비었는가에 따라 한 덩어리의 나무로 만들어진 솔리드(solid), 일반적인 기타처럼 속이 비어 있는 할로(hollow), 속이 비어 있지만 중심부에만 나무로 막혀 있는 세미할로(semi-hollow)로 나뉜다.

## 종류
개관: 종류는 크게 펜더 계열의 기타와 깁슨 계열의 기타로 나눌 수 있다. 이 두회사에서 만들어 낸 기타는 일렉기타의 표준으로 자리 잡았으며, 대부분의 일렉기타회사는 이 두 회사의 기타를 카피해서 생산한다고 볼 수 있다. 하지만 다른 기타회사가 아류라는 것은 아니다. 펜더와 깁슨을 제외한 다른 회사의 일렉기타 역시 우수한 품질의 제품이 상당히 많은 편이며, 일본의 ESP나 독일의 Framus의 경우에는 스탠다드 라인이 펜더와 깁슨의 퀄리티를 아득히 뛰어넘는 경우도 있다.

### 레스 폴 (Les Paul)
깁슨 사(社)의 간판 일렉트릭 기타 상표이다.명칭은 공동 개발에 참여한 기타리스트, 레스 폴의 이름에서 유래한다.
소리의 무게감과 그루브감이 뛰어난 일렉기타이다. 슬래쉬, 게리무어, 잭와일드 등 많은 유명 기타리스트들의 사랑을 받는 모델이다.
1. 밀도높은 목재(마호가니, 메이플 등)를 사용하여 긴 서스테인과 묵직한 저음
2. 동그란 외관과는 달리 무겁고 두터운 소리를 냄
3. 어울리는 음악: 재즈, 블루스, 메탈, 락, 펑크

### Flying V
깁슨(Gibson)사에서 처음 만들었고 메탈에서도 많이 사용하지만 블루스에서도 사용한다. 기타 바디가 V자인 이유는 깁슨사에서 하늘을 나는 로켓을 보고 영감을 얻어서 만든 것이기 때문이다.처음에는 이런 모양의 기타도 만들 수 있다는 깁슨의 기술력을 과시하기 위해 제작되었으며, 깁슨이 고집하는 마호가니 목재가 아닌 코리나 목재를 사용하여 특유의 셋인넥 공법으로 제작되었다. 깁슨 익스플로러와 마찬가지로 이벤트성 모델이었고, 판매량 자체도 몇십대도 안돼서 출시해에 바로 단종되었었다.
이후 색다른 모양의 기타의 찾던 기타리스트들이 플라잉브이를 사용하기 시작했고, 다시 인기를 끌게되어 58년 리이슈하게 되었다. 당시 바뀐 스펙이 이후 흔히 볼 수 있게 된 마호가니 플라잉브이이다.
흔히 그 현대적인 디자인 때문에 록음악 전용으로 잘못 알려져 있으나, 사실은 원래 블루스용으로 생산된 것인만큼 범용성이 뛰어나며, 강한 드라이브를 건 사운드는 당연히 좋지만, 크런치톤이나 클린톤 역시 매우 훌륭한 기타이다. 모델에 따라 다르긴해도 드라이브는 보통 가볍고 얕은 입자감의 드라이브가 걸린다. 반면 클린톤은 모델을 가리지 않고 플라잉 브이 특유의 뭉글뭉글한 클린톤이 나오는데, 이 톤은 오직 플라잉 브이에서만 느낄 수 있다.

### SG
깁슨 사의 기타 모델이며 기본적으로 깁슨 특유의 중후한 사운드를 가지고 있으나, 레스폴과는 차별되는 강한 출력에서 나오는 하드한 드라이브톤과 따뜻한 클린톤이 다른 기타들과 차별되는 특징으로 많은 매니아층을 보유하고 있다. 반대로 이야기하면 너무도 개성적인 사운드를 가지고 있기에 호불호가 많이 가리는 편이다. 한 달도 못쓰고 파는 사용자가 있는가 하면 평생동안 SG만 사용하는 기타리스트들도 있을 정도이다. 누구는 레스폴을 사용하는 연주자들은 그 먹먹한 톤과 비인체공학적 설계 때문에 부족함을 느끼고 다른 기타도 범용해서 사용하지만, SG에 매력을 느껴 SG만 쓰는 사용자는 SG만 사용할 만큼 마니아가 된다고 한다. 이 악기를 애용하는 대표적인 기타리스트는 앵거스 영(Angus Young) 과 토니 아이오미(Tony Iommi)가 있다. 넥이 얇고 하이플랫 연주가 용이하며 무게가 가벼운 것이 주요한 특징이다

### 스트라토캐스터 (Stratocaster)
펜더(Fender)사에서 개발한 모델로 가장 평범하고 대중적인 기타라고 할 만큼 범용적인 장르 사운드를 낸다. 대체로 맑고 밝은 소리가 난다. 픽업은 일단 싱글 픽업이 3개가 사용된다. 텔레캐스터와 마찬가지로 리어픽업은 비스듬하게 박혀있다. 스트랫의 아이덴티티는 바로 이 싱글픽업인데, 싱글픽업의 클린톤이 정말로 아름답다. 물방울이 떨어지는 듯한 맑고 청아한 클린톤은 스트라토캐스터만이 낼 수 있는 것이다. 또한 하프톤 셋팅을 이용해서 독특한 소리를 낼수도 있으며, 블루스, 재즈, 펑크 등등에서 활약하고 있다.특이사항으로는 펜더 기타를 사용하는 뮤지션 중 대중적으로 가장 추앙 받는 기타리스트인 에릭 클랩튼이 있다.
1. 미들톤, 하이톤이 선명하여 솔로 연주 시 명쾌하게 들림
2. 블루스, 재즈 장르에 특히 어울림

### 재규어 (Jaguar)
펜더사에서 62년 공개된 일렉트릭 기타이다. 스트라토캐스터를 비튼 느낌의 바디로 많이 알려져 있다. 대표적인 유저로는 너바나의 커트 코베인이 있다.57년 출시된 재즈마스터를 기반으로 제작되었으며, 재즈마스터와 마찬가지로 발매 당시에는 서프록 밴드들 사이에서 큰 인기를 누렸다. 다만 떨어지는 범용성등의 문제로, 1975년부터 미국 생산품은 단종되었다. 재즈마스터, 머스탱과 더불어 펜더 기타 중 3대 비인기 기타로 유명하지만[2] 인디음악 애호가들 사이에서는 MUST HAVE ITEM으로 꼽히는 독특한 악기이다. 기존의 1볼륨 2톤 5픽업 셀렉터만 가지고도 이펙터를 활용하여 폭 넓은 소리를 만들 수 있는게 일렉트릭 기타인데 재규어는 그것을 매우 폭넓게 이용할 수 있게 해보자는 취지에서 만들어진 기타였다. 발매 당시에는 고급 자동차 재규어의 느낌 그대로 펜더 제품 중 가장 고급사양/고가 라인으로 분류되어 판매했으나 장렬히 전사한 비운의 기타가 되었다. 하지만 금속성이 짙게 묻어있는 톤과 다양한 픽업 조합으로 얻을 수 있었던 사운드와 하이게인 사운드에 묻어나오는 짙은 노이즈까지 인디록 뮤지션들에게 큰 반향을 일으켰다.
픽업의 On/OFF나 줄 간격까지 조절할 수 있었다. 또한 싱글 픽업의 잡음을 잡아주기 위해 픽업 주변을 쇠붙이로 둘러싼 것이 특징으로, 일반적인 스트라토캐스터용 싱글 픽업과는 다르며 소리도 스트랫이나 텔레캐스터에 비해서 다소 온건한 편이다.
60년대 서프록의 황금기 이후에는 80년대를 즈음하여서는 인디록 뮤지션들 사이에서 유행하기 시작하였다. 대표적 밴드로는 스미스,픽시즈,소닉 유스,마이 블러디 발렌타인,다이노서 주니어등이 있다.

### 재즈마스터 (Jazzmaster)
펜더사에서 1958년 최초 공개한 일렉트릭 기타이다.펜더사 최초의 좌우 비대칭 일렉트릭 기타이다. 이름처럼 최초에는 재즈기타리스트들을 위하여 설계되었다. 재즈의 경우 조금 몽롱한 사운드를 잡는 경향이 있어 많은 재즈 뮤지션들이 깁슨이나 그레치의 사운드를 선호하였다. 이에 재즈 기타리스트들에게도 어필하기 위한 모델로써 도입되었으나 큰 반향을 얻지는 못하였다.
원래의 제작 의도와는 다르게 캘리포니아 기반의 서프록의 사운드에 절묘하게 어울려 60년대에 널리 이용되었으며, 70년대에는 텔레비전이나 엘비스 코스텔로등의 뮤지션들이 주로 사용하였다.
그러나 스트라토캐스터나 텔레캐스터에 비하여 범용성이 매우 떨어졌으므로 1980년도에 제작이 중단되었고, 일제 펜더를 통하여서만 1984년부터 판매되었다. 이후 2007년 빈티지 리이슈 시리즈로 27년만에 미국 펜더에서 재즈마스터를 제작하게 되었다.현재는 멕시코산 Classic Players 라인에서도 재즈마스터가 출시되었다. 사운드는 스트라토캐스트와 비교하였을 때 서스테인이 짧으며, 또한 줄의 장력이 약해 금속성의 소리가 살짝 묻어난다. 이러한 사운드가 시원하고 청량한 느낌을 주었기 때문에, 60년대 서프록 밴드들 사이에서 크게 유행하였다.

### 텔레캐스터 (Telecaster)
스트라토캐스터와 함께 펜더(Fender) 사에서 개발한 모델이다. 스트라토캐스터보다 먼저 개발된 최초의 솔리드형 기타이며 스트라토캐스터처럼 맑은 소리를 내지만 좀 더 개성이 강한 소리가 난다.
1. 솔리드 바디와 메이플 넥을 많이 사용하며 픽업이 예민하게 반응해서 블루스나 락앤롤에 어울림.
2. 현란한 속주 솔로잉보다는 신나는 리듬과 느낌있는 블루스 솔로잉 등에 어울림.

지미페이지와 함께 3대 기타리스트에 속하는 제프 백이 텔레캐스터를 사용한 것으로 알려진다.

### 할로우바디 (Hollow body)
할로우바디는 일렉 기타를 논할 때 잘 끼지 못하고 그렇다고 통기타인 것도 아닌 애매한 부분이 있다. 그러나 지금도 수많은 기타리스트들이 애용하고 있고, 그 고유의 울림으로 가장 자연스러운 소리가 나는 일렉기타라고 평가받고 있다. 그렇기에 재즈나 블루스 등에 주로 쓰이고 퓨전이나 모던락, 모델에 따라서 하드락까지도 두루 쓰인다. 또한 F홀, 둥글고 곡선이 두드러지는 바디, 곱상한 색상 등으로 외관상 고급스러운 느낌이 들기도 한다.
할로우바디는 두가지 종류로 나뉜다. 세미할로우바디와 풀할로우바디. 세미할로우는 어느 정도 기존 솔리드바디 일렉기타의 특성을 갖고 있다. 바디 중간이 센터블럭으로 박혀있고 덩치도 그리 크지 않다. 특유의 담백함고 부드러운 소리가 특징이다.
반면에 풀할로우바디는 완전 비어있는 소리가 난다. 주로 정통 재즈나 정통 블루스에서만 쓰이며, 이외 장르에서는 거의 쓰이지 않는다.
세미할로우를 사용하는 유명 기타르스트로는 오아시스의 노엘 갤러거가 있으며 에피폰 사의 시그네쳐를 사용했다.

## 같이 보기
- 기타 - 이펙터 - 앰프
- 베이스 기타
- 기타 신디사이저